# Stina Blackstenius
Emma Stina Blackstenius (Vadstena, 5 febbraio 1996) è una calciatrice svedese, attaccante dell'Arsenal e della nazionale svedese.

## Carriera

### Club
Blackstenius si avvicina al calcio fin dai 4 anni d'età, passione trasmessale dal padre, allenatore della squadra locale di Vadstena, piccolo centro nella contea dell'Östergötland, e dal fratello maggiore che vi giocava. Inizia la sua carriera sportiva a 7 anni tesserandosi per la Vadstena GoIF, società polisportiva della cittadina dove è nata e risiedeva con la famiglia, giocando nelle formazioni giovanili fino al 2011. A 16 anni viene inserita in rosa nella prima squadra femminile che quell'anno gioca in Division 3, quinto livello della struttura del campionato svedese femminile di calcio, dove riesce a mettersi particolarmente in luce segnando 38 reti su 17 incontri disputati, attirando su di sé le attenzioni degli osservatori delle società più quotate e la nomination per la calciatrice dell'anno dell'Östergötland (Årets Flickspelare i Östergötland).
Nel 2013 viene contattata dalla dirigenza del Linköping che le offre un contratto annuale per giocare in Damallsvenskan, livello massimo del campionato svedese, dove debutta a soli 17 anni d'età già dalla prima giornata di campionato. Al suo primo anno con il club di Linköping, il tecnico Martin Sjögren la impiega in 20 dei 22 incontri di Damallsvenskan contribuendo con i suoi 9 gol, seconda migliore marcatrice della squadra dietro a Pernille Harder (18), a far raggiungere alla sua squadra la terza posizione in classifica, festeggiando inoltre con le compagne la conquista della quarta Svenska Cupen per la società. Pur non avendo ottenuto un posto utile per accedere ai tornei UEFA, data la precaria situazione economica del Tyresö FF che non consente alla società di iscriversi alla Champions League, la squadra rileva il suo posto rappresentando la Svezia accanto al primo classificato Rosengård. Blackstenius ha così l'occasione di debuttare in un torneo internazionale per club l'8 ottobre 2014, nella partita persa per 1-2 con le inglesi del Liverpool e valida per i sedicesimi di finale dell'edizione 2014-2015. Nel frattempo Blackstenius rinnova il sodalizio con il Linköpings sottoscrivendo un nuovo contratto triennale. Nella stagione 2016 contribuisce a conquistare il secondo titolo di Campione di Svezia per la sua squadra e il suo primo titolo nazionale da inserire nel suo personale palmarès.
In scadenza di contratto a fine stagione 2016, Blackstenius decide di confrontarsi per la prima volta in carriera con un campionato estero sottoscrivendo un accordo con il Montpellier per giocare in Division 1 Féminine, livello di vertice del campionato francese, per la seconda parte della stagione 2016-2017. Con le sue 7 reti in 11 incontri di campionato contribuisce a far raggiungere alla sua squadra il secondo posto in campionato. Qui l'attaccante svedese rimane per altre due stagioni, confermandosi come importante elemento della squadra francese con le 13 reti segnate nel campionato 2017-2018, migliore realizzatrice del Montpellier in quell'occasione, tornando a disputare la Champions League nell'edizione 2017-2018 giocando fino ai quarti di finale prima dell'eliminazione delle francesi dal torneo, e cogliendo due terzi posti in D1.
Nel 2019 torna al Linköping, firmando un contratto di due anni. Nel 2020 si trasferisce al Kopparbergs/Göteborg (in seguito divenuto la sezione femminile del BK Häcken). Nel 2022 firma un contratto con l'Arsenal.
Il 24 giugno 2025 segna l'unico gol nella finale di Champions League contro il Barcellona, che permette alle Gunners di vincere il trofeo per la seconda volta dopo 18 anni.

### Nazionale
Grazie alle sue prestazioni in campionato, Blackstenius viene convocata nella nazionale svedese under 17 ed inserita nella rosa della formazione impegnata nel primo turno di qualificazione all'edizione 2013 del campionato europeo di categoria. Fa il suo debutto il 30 dicembre 2012, nella partita nella quale la Svezia si impone per un rotondo 9-0 sulle Croazia. Con la maglia dell'U-17 nelle competizioni UEFA scenderà in campo complessivamente in 8 occasioni realizzando 5 reti.
Nel 2013 il selezionatore della under 19 Calle Barrling la chiama nella formazione che rappresenta la Svezia all'edizione 2014 del campionato europeo di categoria. La squadra riesce ad accedere alla fase finale di Norvegia 2014 tuttavia le due reti siglate da Blackstenius nella fase a gironi, la prima il 15 luglio 2014 nella partita vinta per 2-0 sull'Inghilterra e la seconda, il 21 luglio, del parziale 1-0 nella partita terminata con la vittoria per 1-2 della Irlanda, non consentirono il passaggio del turno. Blackstenius si rivela ben più determinante nel torneo dell'anno successivo, dove riesce a trascinare la sua squadra conquistando agevolmente la qualificazione e sopravanzando le squadre avversarie fino alla conquista del titolo dopo aver concluso al secondo posto il gruppo A della fase a gironi, aver superato i rigori la Germania in semifinale e la Spagna, con il risultato di 3-1, nella finale del 27 luglio allo stadio Natanya. Suo anche il titolo di capocannoniere della fase finale del torneo.
Nel 2015 Pia Sundhage la chiama nella nazionale maggiore, inserendola nella rosa della squadra impegnata nelle fasi preliminari all'Europeo 2017 dove fa il suo debutto il 27 ottobre rilevando al 79' Sofia Jakobsson nella partita vinta per 1-0 sulla Danimarca.
Nel 2016 Calle Barrling la inserisce in rosa con la formazione under 20 che partecipa al Mondiale di Papua Nuova Guinea U-20.
Nel 2019 viene convocata ai mondiali femminili di Francia; nel match ai quarti di finale contro la Germania, valido per la qualificazione alle semifinali, segna il goal del definitivo 2-1.

## Statistiche

### Presenze e reti nei club
Statistiche, parziali, aggiornate al 4 luglio 2025.
| Stagione           | Squadra              | Campionato         | Campionato | Campionato | Coppe nazionali | Coppe nazionali | Coppe nazionali | Coppe continentali | Coppe continentali | Coppe continentali | Altre coppe | Altre coppe | Altre coppe | Totale | Totale |
| Stagione           | Squadra              | Comp               | Pres       | Reti       | Comp            | Pres            | Reti            | Comp               | Pres               | Reti               | Comp        | Pres        | Reti        | Pres   | Reti   |
| ------------------ | -------------------- | ------------------ | ---------- | ---------- | --------------- | --------------- | --------------- | ------------------ | ------------------ | ------------------ | ----------- | ----------- | ----------- | ------ | ------ |
| 2012               | Linköping            | DS                 | -          | -          | CS              | 6               | 7               | -                  | -                  | -                  | -           | -           | -           | 6      | 7      |
| 2013               | Linköping            | DS                 | 20         | 8          | CS              | 5               | 4               | -                  | -                  | -                  | -           | -           | -           | 25     | 12     |
| 2014               | Linköping            | DS                 | 16         | 3          | CS              | 5               | 3               | UWCL               | 4                  | 0                  | -           | -           | -           | 21     | 6      |
| 2015               | Linköping            | DS                 | 19         | 7          | CS              | 2               | 5               | -                  | -                  | -                  | -           | -           | -           | 21     | 12     |
| 2016               | Linköping            | DS                 | 22         | 16         | CS              | 2               | 5               | -                  | -                  | -                  | -           | -           | -           | 21     | 12     |
| gen-giu 2017       | Montpellier          | D1                 | 11         | 7          | CF              | 3               | 4               | -                  | -                  | -                  | -           | -           | -           | 14     | 11     |
| 2017-2018          | Montpellier          | D1                 | 20         | 13         | CF              | 3               | 1               | UWCL               | 6                  | 1                  | -           | -           | -           | 29     | 15     |
| 2018-2019          | Montpellier          | D1                 | 12         | 6          | CF              | 1               | 0               | -                  | -                  | -                  | -           | -           | -           | 13     | 6      |
| Totale Montpellier | Totale Montpellier   | Totale Montpellier | 43         | 26         | -               | 7               | 5               | -                  | 6                  | 1                  | -           | -           | -           | 56     | 32     |
| 2018               | Linköping            | DS                 | -          | -          | CS              | 1               | 0               | -                  | -                  | -                  | -           | -           | -           | 1      | 0      |
| 2019               | Linköping            | DS                 | 22         | 9          | CS              | 2               | 1               | -                  | -                  | -                  | -           | -           | -           | 24     | 10     |
| Totale Linköping   | Totale Linköping     | Totale Linköping   | 99         | 43         | -               | 23              | 25              | -                  | 4                  | 0                  |             | -           | -           | 126    | 68     |
| 2020               | Kopparbergs/Göteborg | DS                 | 19         | 8          | CS              | 1               | 3               | UWCL               | 2                  | 0                  | -           | -           | -           | 22     | 11     |
| 2021               | Häcken               | DS                 | 21         | 17         | CS              | 3               | 4               | UWCL               | 7                  | 4                  | CS          | -           | -           | 31     | 25     |
| gen-giu 2022       | Arsenal              | WSL                | 11         | 6          | WC              | 2               | 1               | UWCL               | 2                  | 0                  | WLC         | 1           | 0           | 20     | 4      |
| 2022-2023          | Arsenal              | WSL                | 22         | 8          | WC              | 2               | 2               | UWCL               | 12                 | 6                  | WLC         | 3           | 2           | 2      | 0      |
| 2023-2024          | Arsenal              | WSL                | 19         | 7          | WC              | 2               | 1               | UWCL               | 2                  | 1                  | WLC         | 6           | 9           | 2      | 0      |
| 2024-2025          | Arsenal              | WSL                | 19         | 5          | WC              | 3               | 3               | UWCL               | 15                 | 2                  | WLC         | 2           | 0           | 39     | 10     |
| Totale Arsenal     | Totale Arsenal       | Totale Arsenal     | 71         | 26         | -               | 9               | 7               | -                  | 31                 | 9                  | -           | 12          | 11          | 123    | 53     |
| Totale carriera    | Totale carriera      | Totale carriera    | 253        | 120        | -               | 43              | 44              | -                  | 50                 | 14                 | -           | 12          | 11          | 358    | 189    |

## Palmarès

### Club

#### Competizioni nazionali
- Campionato svedese: 2

Linköping: 2016
Kopparbergs/Göteborg: 2020
- Coppa di Svezia: 3

Linköpings: 2013-2014, 2014-2015
Häcken: 2020-2021
- FA Women's League Cup: 2

Arsenal: 2022-2023, 2023-2024

#### Competizioni internazionali
- UEFA Women's Champions League: 1

Arsenal: 2024-2025

### Nazionale
- Campionato d'Europa under 19: 1

2015
- Argento olimpico: 2

Rio de Janeiro 2016
Tokyo 2020
- Algarve Cup: 1

2018 (condiviso con i Paesi Bassi)

### Individuale
- Capocannoniere del campionato europeo femminile under 19 di calcio: 1

2015 (6 reti)
- Capocannoniere del campionato mondiale femminile under 20 di calcio: 1

2016 (5 reti, a pari merito con  Gabi Nunes e  Mami Ueno)
- Capocannoniere del campionato svedese: 1

2021 (17 reti)